# Gynoplistia boomerang
Gynoplistia boomerang är en tvåvingeart som beskrevs av Günther Theischinger 1993. Gynoplistia boomerang ingår i släktet Gynoplistia och familjen småharkrankar. Inga underarter finns listade i Catalogue of Life.